# Боке, Поль
Поль Боке (фр. Paul Bocquet; 17 октября 1868, Реймс — 7 сентября 1947, там же) — французский художник.

## Биография
Уроженец Реймса. Сын Луи Огюстена Боке и его жены, Жюли Элизабет, урождённой Лангле. Семья была достаточно состоятельной: в Реймсе у четы Боке был собственный дом, а сына для получения образования отдали в Реймский лицей (аналог российской классической гимназии). Однако в 15 лет Боке осиротел, после чего попал под опеку дяди, брата своей матери, Жана-Батиста Лангле (фр.), который позднее станет мэром города.
В 1889 году, в возрасте около 21 года, Боке переехал в Париж, где сперва посещал занятия живописью в академии Жюлиана, затем (в 1891 году) поступил в парижскую Высшую школу изящных искусств, где оттачивал свои навыки в мастерских художников Альфреда Ролля и Пьера Пюви де Шаванна. Именно у последнего Боке почерпнул ту неуловимую и мягкую манеру письма, которая позже будет отличать все его работы. Однако, если Пюви де Шаванн в качестве темы выбирал старинные, в том числе и античные сцены, то главной темой творчества его ученика стал пейзаж.
В 1898 году, в возрасте около 30 лет, художник, закончив своё обучение, вернулся в родной город Реймс, где женился на Жюльетте Мартен (1875—1963). Там он работал все последующие годы, создав множество пейзажей сельской Франции: просёлков, каналов, деревень среди полей, маячащих за ветвями старых соборов, созданных в приглушённой цветовой гамме, как правило, без человеческих фигур.
Во время Первой мировой войны Реймс сильно пострадал. Лангле (фр.), дядя художника и мэр города, проявил немалое гражданское мужество. Город был значительно разрушен, коллекции городского музея были эвакуированы в Париж. После войны Боке работал над возвращением коллекции со складов Парижа, где она хранилась всю войну, её инвентаризацией и разбором.
В 1922 году Боке основал в Реймсе Союз художников-декораторов. В 1935 году он стал кавалером ордена Почётного легиона.
В 1947 году художник скончался в Реймсе и был похоронен на Южном кладбище города.

## Галерея

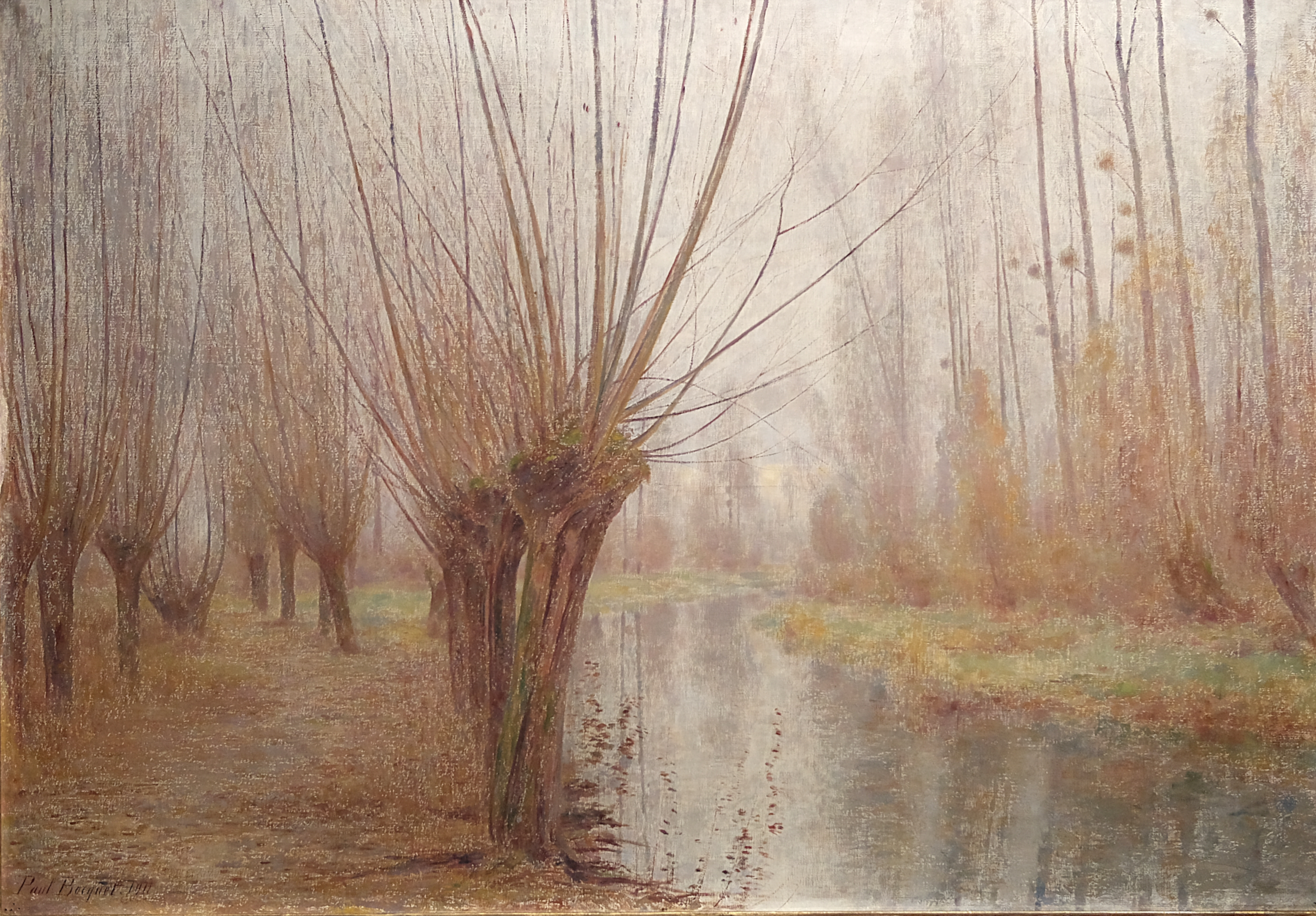
Река Вель в ноябре. Музей изящных искусств (Реймс)
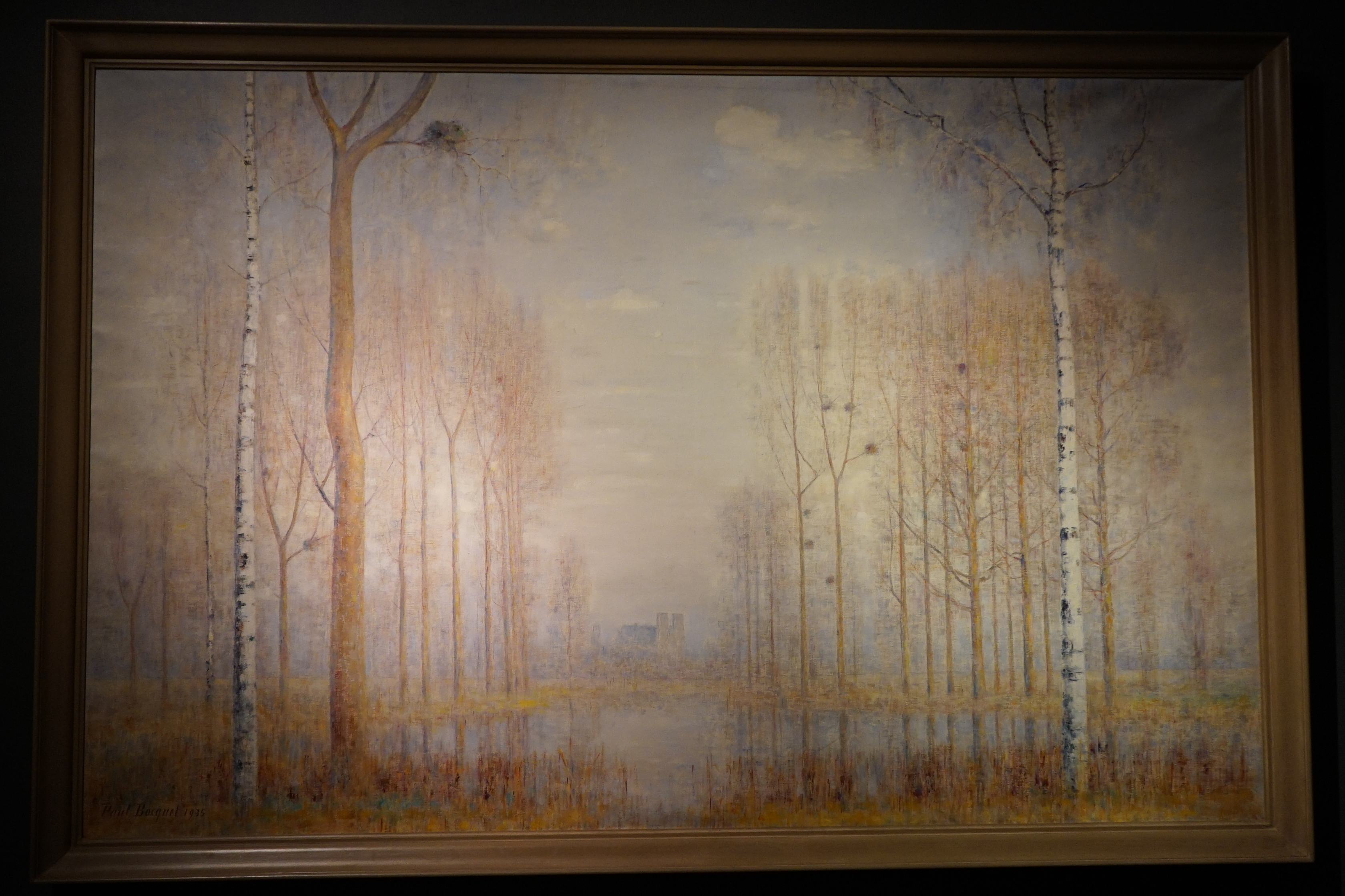
Пейзаж с собором. Музей изящных искусств (Реймс)